# Wahlkreis Rom-Mitte (Camera dei deputati)
Der Wahlkreis Rom-Mitte war von 1993 bis 2005 ein Wahlkreis (italienisch collegio elettorale) für die Wahl der Abgeordnetenkammer.

## Wahlkreisgebiet

Rioni Roms

Der Wahlkreis umfasste den Teil der Gemeinde Rom, der aus folgenden Stadtgliederungen (Rioni) bestand: Monti (R. I), Trevi (R. II), Colonna (R. III), Campo Marzio (R. IV), Ponte (R. V), Parione (R. VI), Regola (R. VII), Sant’Eustachio (R. VIII), Pigna (R. IX), Campitelli (R. X), Sant’Angelo (R. XI), Ripa (R. XII), Trastevere (R. XIII), Borgo (R. XIV), Esquilino (R. XV), Ludovisi (R. XVI), Sallustiano (R. XVII), Castro Pretorio (R. XVIII), Celio (R. XIX) und San Saba (R. XXI). Der Wahlkreis umfasste somit 20 von 22 Rioni: Testaccio (R. XX) gehörte zum Wahlkreis Rom – Portuense; Prati (R. XXII) gehörte zum Wahlkreis Rom – Della Vittoria.

## Wahlergebnisse

### Parlamentswahl 1994

#### Direktstimmen
| Kandidaten               | Kandidaten               | Parteien                                          | Stimmen | %    |
| ------------------------ | ------------------------ | ------------------------------------------------- | ------- | ---- |
|                          | Silvio Berlusconigewählt | Polo del Buon Governo (FI – AN – CCD – UdC – PLD) | 34.534  | 46,3 |
|                          | Luigi Spaventa           | Progressisti                                      | 29.914  | 40,1 |
|                          | Alberto Michelini        | Patto per l’Italia                                | 9.566   | 12,8 |
|                          | Mirella Cece             | Movimento Europeo Liberal Cristiano               | 593     | 0,8  |
| Gesamt                   | Gesamt                   | Gesamt                                            | 74.607  | 100  |
|                          |                          |                                                   |         |      |
| Ungültige Stimmen        | Ungültige Stimmen        | Ungültige Stimmen                                 | 2.955   | 3,8  |
| Wähler                   | Wähler                   | Wähler                                            | 77.562  | 77,2 |
| Wahlberechtigte          | Wahlberechtigte          | Wahlberechtigte                                   | 100.485 |      |
|                          |                          |                                                   |         |      |
| Quelle: Innenministerium |                          |                                                   |         |      |

#### Listenstimmen
| Parteien                             | Parteien                            | Parteien                            | Stimmen | %    |
| ------------------------------------ | ----------------------------------- | ----------------------------------- | ------- | ---- |
|                                      | Polo del Buon Governo               | Alleanza Nazionale                  | 18.405  | 24,5 |
| Forza Italia                         | Polo del Buon Governo               | 14.550                              | 19,4    |      |
| ↳ Gesamt                             | Polo del Buon Governo               | 32.955                              | 43,9    |      |
|                                      | Progressisti                        | Partito Democratico della Sinistra  | 15.226  | 20,3 |
| Partito della Rifondazione Comunista | Progressisti                        | 4.665                               | 6,2     |      |
| Federazione dei Verdi                | Progressisti                        | 2.637                               | 3,5     |      |
| Alleanza Democratica                 | Progressisti                        | 2.343                               | 3,1     |      |
| La Rete                              | Progressisti                        | 889                                 | 1,2     |      |
| Partito Socialista Italiano          | Progressisti                        | 672                                 | 0,9     |      |
| ↳ Gesamt                             | Progressisti                        | 26.432                              | 35,2    |      |
|                                      | Patto per l’Italia                  | Partito Popolare Italiano           | 6.049   | 8,1  |
| Patto Segni                          | Patto per l’Italia                  | 5.146                               | 6,9     |      |
| ↳ Gesamt                             | Patto per l’Italia                  | 11.195                              | 14,9    |      |
|                                      | Lista Marco Pannella                | Lista Marco Pannella                | 4.031   | 5,4  |
|                                      | Partito della Legge Naturale        | Partito della Legge Naturale        | 180     | 0,2  |
|                                      | Socialdemocrazia per le Libertà     | Socialdemocrazia per le Libertà     | 153     | 0,2  |
|                                      | Movimento Europeo Liberal Cristiano | Movimento Europeo Liberal Cristiano | 121     | 0,2  |
|                                      | Alleanza per i Castelli             | Alleanza per i Castelli             | 23      | 0,0  |
| Gesamt                               | Gesamt                              | Gesamt                              | 75.090  | 100  |
|                                      |                                     |                                     |         |      |
| Ungültige Stimmen                    | Ungültige Stimmen                   | Ungültige Stimmen                   | 2.379   | 3,1  |
| Wähler                               | Wähler                              | Wähler                              | 77.469  | 77,1 |
| Wahlberechtigte                      | Wahlberechtigte                     | Wahlberechtigte                     | 100.485 |      |
|                                      |                                     |                                     |         |      |
| Quelle: Innenministerium             |                                     |                                     |         |      |

### Parlamentswahl 1996

#### Direktstimmen
| Kandidaten               | Kandidaten             | Parteien            | Stimmen | %    |
| ------------------------ | ---------------------- | ------------------- | ------- | ---- |
|                          | Walter Veltronigewählt | L’Ulivo             | 35.086  | 49,9 |
|                          | Filippo Mancuso        | Polo per le Libertà | 32.203  | 45,8 |
|                          | Isabella Rauti         | Fiamma Tricolore    | 3.016   | 4,3  |
| Gesamt                   | Gesamt                 | Gesamt              | 70.305  | 100  |
|                          |                        |                     |         |      |
| Ungültige Stimmen        | Ungültige Stimmen      | Ungültige Stimmen   | 3.154   | 4,3  |
| Wähler                   | Wähler                 | Wähler              | 73.459  | 74,1 |
| Wahlberechtigte          | Wahlberechtigte        | Wahlberechtigte     | 99.190  |      |
|                          |                        |                     |         |      |
| Quelle: Innenministerium |                        |                     |         |      |

#### Listenstimmen
| Parteien                                          | Parteien                             | Parteien                             | Stimmen | %    |
| ------------------------------------------------- | ------------------------------------ | ------------------------------------ | ------- | ---- |
|                                                   | Polo per le Libertà                  | Alleanza Nazionale                   | 20.396  | 28,8 |
| Forza Italia                                      | Polo per le Libertà                  | 9.639                                | 13,6    |      |
| CCD – CDU                                         | Polo per le Libertà                  | 3.320                                | 4,7     |      |
| ↳ Gesamt                                          | Polo per le Libertà                  | 33.355                               | 47,0    |      |
|                                                   | L’Ulivo                              | Partito Democratico della Sinistra   | 16.438  | 23,2 |
| Rinnovamento Italiano                             | L’Ulivo                              | 4.601                                | 6,5     |      |
| Popolari per Prodi (PPI – SVP – PRI – UD – Prodi) | L’Ulivo                              | 3.920                                | 5,5     |      |
| Federazione dei Verdi                             | L’Ulivo                              | 2.030                                | 2,9     |      |
| ↳ Gesamt                                          | L’Ulivo                              | 26.989                               | 38,1    |      |
|                                                   | Partito della Rifondazione Comunista | Partito della Rifondazione Comunista | 6.726   | 9,5  |
|                                                   | Lista Pannella – Sgarbi              | Lista Pannella – Sgarbi              | 2.703   | 3,8  |
|                                                   | Fiamma Tricolore                     | Fiamma Tricolore                     | 796     | 1,1  |
|                                                   | Partito Socialista                   | Partito Socialista                   | 295     | 0,4  |
|                                                   | Partito Umanista                     | Partito Umanista                     | 66      | 0,1  |
| Gesamt                                            | Gesamt                               | Gesamt                               | 70.930  | 100  |
|                                                   |                                      |                                      |         |      |
| Ungültige Stimmen                                 | Ungültige Stimmen                    | Ungültige Stimmen                    | 2.534   | 3,4  |
| Wähler                                            | Wähler                               | Wähler                               | 73.464  | 74,1 |
| Wahlberechtigte                                   | Wahlberechtigte                      | Wahlberechtigte                      | 99.190  |      |
|                                                   |                                      |                                      |         |      |
| Quelle: Innenministerium                          |                                      |                                      |         |      |

### Parlamentswahl 2001

#### Direktstimmen
| Kandidaten               | Kandidaten               | Parteien           | Stimmen | %    |
| ------------------------ | ------------------------ | ------------------ | ------- | ---- |
|                          | Giovanna Melandrigewählt | L’Ulivo            | 32.006  | 50,0 |
|                          | Pierluigi Borghini       | Casa delle Libertà | 29.519  | 46,1 |
|                          | Daniele Capezzone        | Lista Emma Bonino  | 2.441   | 3,8  |
| Gesamt                   | Gesamt                   | Gesamt             | 63.966  | 100  |
|                          |                          |                    |         |      |
| Ungültige Stimmen        | Ungültige Stimmen        | Ungültige Stimmen  | 2.898   | 4,3  |
| Wähler                   | Wähler                   | Wähler             | 66.864  | 62,0 |
| Wahlberechtigte          | Wahlberechtigte          | Wahlberechtigte    | 107.841 |      |
|                          |                          |                    |         |      |
| Quelle: Innenministerium |                          |                    |         |      |

#### Listenstimmen
| Parteien                               | Parteien                             | Parteien                             | Stimmen | %    |
| -------------------------------------- | ------------------------------------ | ------------------------------------ | ------- | ---- |
|                                        | Casa delle Libertà                   | Forza Italia                         | 13.928  | 22,3 |
| Alleanza Nazionale                     | Casa delle Libertà                   | 13.105                               | 21,0    |      |
| CCD – CDU                              | Casa delle Libertà                   | 1.352                                | 2,2     |      |
| Nuovo PSI                              | Casa delle Libertà                   | 281                                  | 0,5     |      |
| Lega Nord                              | Casa delle Libertà                   | 114                                  | 0,2     |      |
| ↳ Gesamt                               | Casa delle Libertà                   | 28.780                               | 46,2    |      |
|                                        | L’Ulivo                              | Democratici di Sinistra              | 14.421  | 23,1 |
| La Margherita (Dem – PPI – RI – Udeur) | L’Ulivo                              | 9.185                                | 14,7    |      |
| Il Girasole (FdV – SDI)                | L’Ulivo                              | 1.025                                | 1,6     |      |
| Partito dei Comunisti Italiani         | L’Ulivo                              | 800                                  | 1,3     |      |
| ↳ Gesamt                               | L’Ulivo                              | 25.431                               | 40,8    |      |
|                                        | Partito della Rifondazione Comunista | Partito della Rifondazione Comunista | 2.918   | 4,7  |
|                                        | Lista Emma Bonino                    | Lista Emma Bonino                    | 1.964   | 3,2  |
|                                        | Democrazia Europea                   | Democrazia Europea                   | 1.496   | 2,4  |
|                                        | Lista Di Pietro                      | Lista Di Pietro                      | 1.229   | 2,0  |
|                                        | Fiamma Tricolore                     | Fiamma Tricolore                     | 269     | 0,4  |
|                                        | Fronte Nazionale                     | Fronte Nazionale                     | 217     | 0,3  |
|                                        | Paese Nuovo                          | Paese Nuovo                          | 21      | 0,0  |
|                                        | Abolizione Scorporo                  | Abolizione Scorporo                  | 7       | 0,0  |
| Gesamt                                 | Gesamt                               | Gesamt                               | 62.332  | 100  |
|                                        |                                      |                                      |         |      |
| Ungültige Stimmen                      | Ungültige Stimmen                    | Ungültige Stimmen                    | 1.823   | 2,8  |
| Wähler                                 | Wähler                               | Wähler                               | 64.155  | 59,5 |
| Wahlberechtigte                        | Wahlberechtigte                      | Wahlberechtigte                      | 107.841 |      |
|                                        |                                      |                                      |         |      |
| Quelle: Innenministerium               |                                      |                                      |         |      |